# Stirn (Pleinfeld)
Stirn ([ʃtɪʁn] ) ist ein Gemeindeteil des Marktes Pleinfeld im Landkreis Weißenburg-Gunzenhausen (Mittelfranken, Bayern). Die Gemarkung Stirn hat eine Fläche von 9,463 km². Sie ist in 1328 Flurstücke aufgeteilt, die eine durchschnittliche Flurstücksfläche von 7125,47 m² haben. In ihr liegen neben dem namensgebenden Ort die Gemeindeteile Hohenweiler, Mackenmühle, Mäusleinsmühle und Prexelmühle.

## Lage
Das Pfarrdorf liegt im Fränkischen Seenland in einer waldreichen Gegend, umgeben von Hopfen- und Obstgärten auf einer Höhe von 432 m ü. NHN. Es ist am Südosthang einer Keuperhöhe erbaut, etwa einen Kilometer nordöstlich vom Großen Brombachsee und vier Kilometer nördlich von Pleinfeld. Nachbarorte sind Allmannsdorf, Hohenweiler und Erlingsdorf. Die Hauptstraßen des Ortes bilden die Kreisstraßen WUG 18 und WUG 19. Stirn wird von den Waldfluren Tann und Eichholz begrenzt.

## Geschichte
Der Ort wurde im 11. Jahrhundert erstmals urkundlich erwähnt. Während der Hexenverfolgung im Hochstift Eichstätt wurden Elisabeth Bißwangerin und Margaretha Schandin, beide aus Stirn bei Pleinfeld, am 29. August 1532 als vermeintliche Hexen hingerichtet. Nach den Zerstörungen des Dreißigjährigen Krieges und einem Ortsbrand 1687 wurde der Ort neu aufgebaut.
Vor der Gemeindegebietsreform bildete Stirn zusammen mit Hohenweiler, Mackenmühle, Mäusleinsmühle und Prexelmühle die Gemeinde Stirn. Am 1. Juli 1972 wurde diese in den Markt Pleinfeld eingegliedert.

## Baudenkmäler

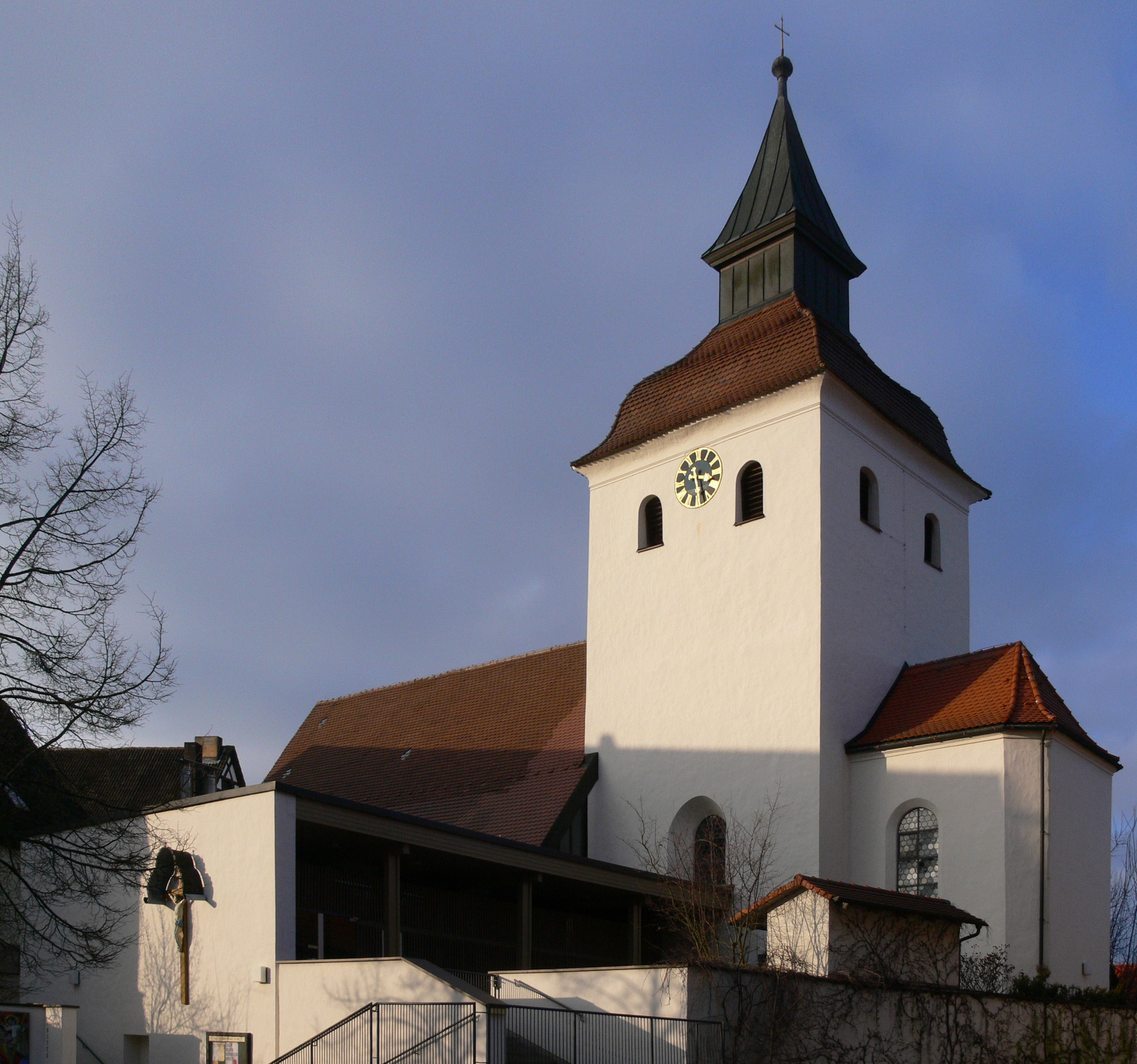
Pfarrkirche Mariä Heimsuchung

Der gesamte Ortskern von Stirn ist denkmalgeschützt. Dort befindet sich auch die katholische Pfarrkirche Mariä Heimsuchung der gleichnamigen Pfarrei. 
- Gasthaus Rose (Stirn)
- Gasthaus Schwarzer Adler (Stirn)

## Persönlichkeiten
- Joachim Koch (* 1949), bildender Künstler